# Silvaphilus oubosiensis
Silvaphilus oubosiensis là một loài bọ cánh cứng trong họ Bọ hung (Scarabaeidae).